# Cianuro
El cianuro  (del griego, kyanos, 'azul oscuro' ) es un anión monovalente de representación CN-. El mismo contiene el grupo cianuro (:C≡N:), formado por un átomo de carbono y un átomo de nitrógeno unidos por un enlace triple.
Los compuestos orgánicos que poseen grupo funcional -C≡N adosado a un residuo alquilo son denominados nitrilos según la nomenclatura IUPAC. Se puede encontrar como cianuro de hidrógeno (o ácido cianhídrico) ya sea en fase acuosa (HCN(ac)) o como parte de moléculas de gas (HCN(g)), formando compuestos como el cloruro de cianógeno (CNCl) y el bromuro de cianógeno (CNBr), o encontrarse en complejos cristalinos tetraédricos como el cianuro de sodio (NaCN) y el cianuro de potasio (KCN). Es utilizado en el ámbito industrial, minero, en la galvanoplastia de electrodeposición de zinc, oro, cobre y especialmente plata y de uso en la producción de plásticos de base acrílica. Es muy tóxico y potencialmente mortal.

## Características
Se describe con un olor fuerte a almendras amargas, pero no todas las personas pueden detectarlo, pues está comprobado que la capacidad de detectarlo está en un gen recesivo asociado al cromosoma X femenino.[cita requerida] Además el límite de detección del olor es muy cercano a la concentración donde comienza a ser tóxico.[cita requerida]

### Química del cianuro
El cianuro de hidrógeno [H-C≡N(g)] o ácido cianhídrico [H-C≡N(ac)], ácido prúsico, metanonitrilo o formonitrilo es un compuesto químico cuya fórmula es: HCN.  La disolución de cianuro de hidrógeno en agua es llamada ácido cianhídrico. El cianuro de hidrógeno puro es un líquido incoloro, muy venenoso y altamente volátil, que hierve a 26 °C, es ligeramente ácido y sus sales son conocidas como cianuros; es miscible con el agua, dando el ácido cianhídrico que es un ácido débil (pKa 9.3), el cual es un líquido incoloro con un olor característico a almendras amargas,  en el Cuadro 1 se presentan propiedades físicas de algunos cianuros.
Cuadro 1. Propiedades físicas de algunos cianuros
| Propiedad              | NaCN                            | KCN                         | HCN                                              |
| ---------------------- | ------------------------------- | --------------------------- | ------------------------------------------------ |
| Aspecto                | Polvo blanco                    | Sólido cristalino           | Líquido incoloro                                 |
| Olor                   | Débil a almendras amargas       | Débil a almendras amargas   | Característico a almendras amargas               |
| Peso molecular         | 49.02 g/mol                     | 65.11 g/mol                 | 27.03 g/mol                                      |
| Punto de ebullición    | 1496 °C                         | 1625 °C                     | 25.6 °C                                          |
| Punto de fusión        | 563 °C                          | 634 °C                      | -13.24 °C                                        |
| Presión de vapor (kPa) | 0.1013 (800 °C), 41.8 (1360 °C) | -                           | 6.697 (-29.5 °C), 35.24 (0 °C) y 107.6 (27.2 °C) |
| Solubilidad            | 600 g/L en agua a 20 °C         | 71.6g/100 g de agua a 25 °C | Miscible con agua, etanol y ligeramente con éter |

El término cianuro en general se refiere a todos los compuestos del cianuro que pueden ser determinados como el ion CN−. El enlace triple C≡N- es fácilmente hidrolizado por álcalis fuertes ácido fórmico y amoníaco, una temperatura más alta favorece estas reacciones .

### Complejos metal-cianuro
Los cianuros metálicos pueden ser representados por la fórmula general , donde M es un metal y  x es el número de grupos ciano, el cual depende del número de valencia del metal, algunos complejos de cianuros pueden disolverse en agua formando iones metálicos e iones de cianuro de acuerdo con el siguiente modelo general:
{\displaystyle M(CN)_{x}^{n}-x\longleftrightarrow Mn^{n+}+CN^{-}}
En disolución los complejos metal-cianuro formados pueden destruirse para formar otro complejo, la sustitución depende de las constantes de formación respectivas, Cuadro 2 Los iones metálicos en disolución también pueden formar complejos con el cianuro que luego pueden precipitar generalmente como complejos hidróxido insolubles.
Cuadro 2. Constantes de formación de algunos complejos metal-CN-
| Catión | log β1 | log β2 | log β3 | log β4 | log β6 |
| ------ | ------ | ------ | ------ | ------ | ------ |
| H+     | 9.2    | -      | -      | -      | -      |
| Ag+    | -      | 21.1   | 21.8   | 20.7   | -      |
| Au+    | -      | 38.3   | -      | -      | -      |
| Cd2+   | 5.5    | 10.6   | 15.3   | 18.9   | -      |
| Cu+    | -      | 24.0   | 28.6   | 30.3   | -      |
| Cu2+   | -      | -      | -      | 25.0   | -      |
| Fe2+   | -      | -      | -      | -      | 37.0   |
| Fe3+   | -      | -      | -      | -      | 42.0   |
| Hg2+   | 18.0   | 34.7   | 38.5   | 41.5   | -      |
| Ni2+   | -      | -      | -      | 31.3   | -      |
| Pb2+   | -      | -      | -      | -      | 10.0   |
| Tl3+   | 13.21  | -      | -      | -      | -      |
| Zn2+   | -      | 11.07  | -      | -      | 16.7   |

### Toxicidad
Es potencialmente letal, actuando como tóxico a través de la inhibición del complejo citocromo c oxidasa, y por ende bloqueando la cadena transportadora de electrones, sistema central del proceso de respiración celular. Por consecuencia, causa una baja en la producción de ATP intracelular, impidiendo la homeostasis de las células. Afecta también, al estar cargado negativamente, el traspaso de electrones por medio de canales, creando un ambiente positivo dentro de la célula.[cita requerida] Esto produce una gran cantidad de cargas que generan suficiente energía como para que el AMP (Adenosín monofosfato) cíclico se pueda convertir en ADP (Adenosín difosfato), creando una sobreestimulación en varios procesos.[cita requerida]
El principal efecto nocivo y letal de las diversas variedades de cianuro es el de impedir que el oxígeno portado por los glóbulos rojos pueda ser utilizado como aceptor de hidrógeno en el final de la cadena respiratoria intramitocondrial. En una autopsia, el cadáver presenta gran cantidad de oxígeno en las venas y una gran cantidad de ácido láctico, producto de la fermentación realizada por las células carentes de oxígeno.
Las sustancias químicas encontradas en productos hechos a base de acetonitrilo, utilizados para quitar uñas postizas principalmente, pueden liberar cianuro si se ingieren accidentalmente y como consecuencia producir la muerte por paro cardiorrespiratorio.[cita requerida]
El cianuro no es persistente ni asfixiante, ya que en la naturaleza se destruye por acción de la luz solar (por medio del ozono), descomponiéndose por oxidación en gases de tipo COx y NOx. Creando cloratos y nitritos muy utilizados en la purificación del agua contaminada con plomo.
La Agencia de Protección del Medio Ambiente de EE. UU. (EPA) regula los niveles permitidos de cianuro en el agua potable por medio de sales de potasio. El nivel máximo de cianuro permitido en el agua potable es 0.2 partes de cianuro por millón de partes de agua (0.2 ppm). La Administración de Seguridad y Salud Ocupacional de U.E. (EU-OSHA, por sus siglas en inglés) ha establecido un límite para el cianuro de hidrógeno y la mayoría de las sales de cianuro de 10 partes de cianuro por un millón de partes de aire (10 ppm) en el aire del trabajo.
Para la destrucción industrial del cianuro se utilizan cuatro métodos: degradación natural, oxidación química, precipitación y biodegradación. Existen tecnologías de reutilización o reciclado. El uso industrial y minero del cianuro debe ajustarse a normas estrictas, como las que aconseja el Consejo Internacional de Metales y Medio Ambiente, con sede en Ontario, Canadá (2012).

Una de las principales preocupaciones para la salud y el ambiente relacionados con los productos químicos sintéticos es que no se descomponen rápidamente y por lo tanto, pueden acumularse en la cadena alimenticia; sin embargo, el cianuro se transforma en otras sustancias químicas menos tóxicas mediante procesos físicos, químicos y biológicos naturales, dado que el cianuro se oxida cuando es expuesto al aire o a otros oxidantes, se descompone y no persiste. Aunque es un veneno mortal cuando es ingerido en una dosis suficientemente elevada, no causa problemas crónicos en la salud o en el ambiente cuando está presente en concentraciones bajas. Cianuro en la naturaleza

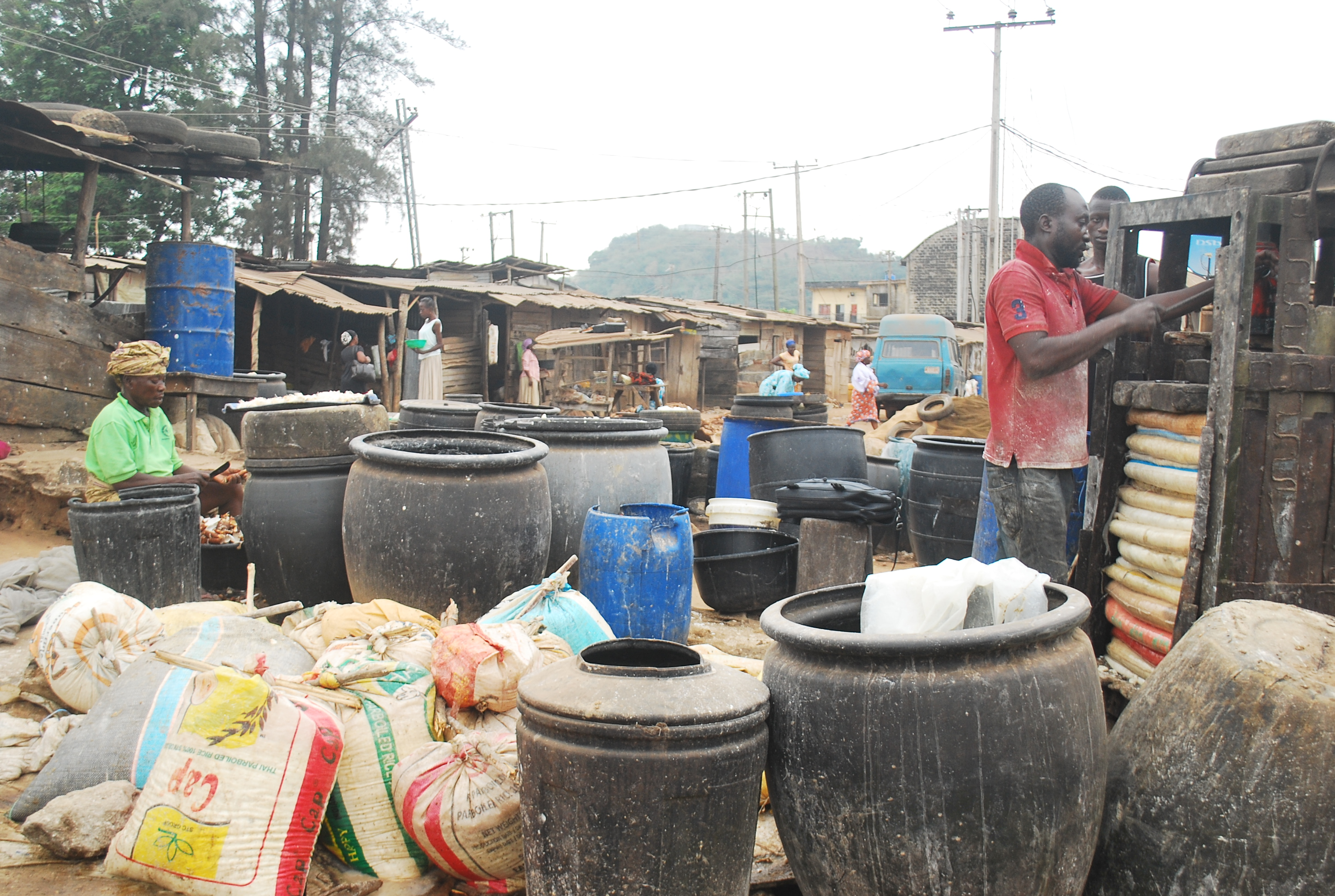
Tratamiento de las raíces de yuca en Nigeria para eliminar el cianuro.

El cianuro de hidrógeno se formó naturalmente en las primeras etapas del desarrollo de la vida sobre la tierra.
Su efectividad a bajas concentraciones es fulminante y mortal. También es conocido por su denominación militar AN (para el cianuro de hidrógeno) y CK (para el cloruro de cianógeno).
Precursores del cianuro se encuentran en forma natural en algunos alimentos como las almendras, las nueces, las castañas, las semillas de frutas como los melocotones, las ciruelas, los albaricoques, la manzana, las peras o la uva, en el cazabe, la raíz de yuca. Entre ellos se encuentra la amigdalina, un compuesto de glucosa, benzaldehído y cianuro, en concentraciones que oscilan entre los 377 y los 2,50 mg por kg, y que bajo la acción de una enzima llamada emulsina se descompone, produciendo ácido cianhídrico.

## Producción industrial
Es un subproducto de la fabricación de fibras acrílicas o bien generado por la combinación de gas natural (previo proceso de remoción del metil mercaptano) con amoníaco líquido. Su fabricación primaria es de 1,4 millones de toneladas y se produce en EE. UU., México, Singapur, China, Inglaterra, España y Alemania. La industria minera y del plástico en general consume el 82 % del cianuro producido en el mundo, de dicho porcentaje tan solo un 18 % es utilizado en minería y el otro 64 % es utilizado en la industria para la fabricación de plásticos y derivados.

## Aplicaciones
El cianuro se utiliza industrialmente desde 1889.
- En el sector industrial, el cianuro se utiliza para producir papel, pinturas, textiles y plásticos.
- Está presente en las sustancias químicas que se utilizan para revelar fotografías.
- El gas de cianuro se utiliza para exterminar plagas (ratas, ratones, lauchas, zarigüeyas etc.) e insectos en barcos, edificios y demás lugares que lo necesiten.[5]
- La minería utiliza para hidrometalurgia el 6 % del cianuro utilizado en el mundo, generalmente en solución de baja concentración con agua para extraer y recuperar metales como el oro y la plata mediante el proceso llamado lixiviación, que sustituyó al antiguo método de extracción por amalgamado de metales preciosos con mercurio. Véase también: Procesos con cianuro en la minería de oro.[6][7][8]
- La industria farmacéutica también lo utiliza, como en algunos medicamentos para combatir el cáncer y en el nitroprusiato de sodio para la hipertensión arterial.
- El cianuro es además usado en la química analítica cualitativa para reconocer iones de hierro, cobre y otros elementos.
- El cianuro es usado ampliamente en baños de galvanoplastia como agente complejante del zinc, de la plata, del oro, el cobre con el objeto de regular el ingreso de iones al ánodo debido a su valor pKa relativamente bajo.
- El ferrocianuro de potasio (K4[Fe(CN)6]) se utiliza en algunas industrias de la alimentación como la vitivinícola, para la eliminación de los metales pesados que se encuentran en el vino. Estos metales pueden provenir de la propia producción de uva (pesticidas, derrames, desechos fabriles, etc) así como también de la maquinaria que se utiliza provocando enturbiamientos, ya que el mosto y el vino atacan los metales.

### Aplicaciones militares
El cianuro de hidrógeno fue comercializado por la empresa alemana IG Farben, bajo el nombre de Zyklon B, y se usaba como pesticida en los años veinte. Después, fue utilizado en la Segunda Guerra Mundial como arma química por los nazis. 
Según lo indican varios informes, [cita requerida] es posible que el cianuro de hidrógeno gaseoso haya sido utilizado junto con otros agentes químicos contra los habitantes de la ciudad kurda de Halabja, al noreste de Irak, durante la Guerra Irán-Irak en la década de 1980. También existen denuncias contra Estados Unidos, que alegan que pudo haber sido utilizado en Vietnam junto con el agente naranja.

### El cianuro en la industria minera
Las industrias de la minería de oro se encuentran entre las mayores consumidoras de cianuro debido a su alta afinidad con el metal. Después de que el metal precioso ha sido extraído del mineral, los cianuros se descargan como efluentes y como residuos de la mina.
Los cianuros provenientes de efluentes del molino de oro pueden clasificarse, grosso modo, en 3 categorías:
1. Cianuros solubles (Ejemplo: NaCN, KCN, Ca(CN)2 y cianuros eléctricamente neutros relativamente insolubles  (Ejemplo Zn(CN) 2, Cd(CN)2, CuCN2).
2. Cianuros disociables en medio de ácido débil (CNWAD, weak acid dissociable cyanides) que son complejos metal de transición–cianuro relativamente lábiles(incluyen al Cd, Cu, Ni y Zn) y que se disocian en condiciones de neutras o ligeramente ácidas a CN- y sus iones metálicos.
3. Cianuros disociables con  ácido fuerte o de complejos estables (CNSAD, strong acid dissociable cyanide) (Complejos fuertes con metales como el Fe, Co, Ag y Au), que son disociables solamente bajo condiciones de acidez extremas, ya que forman complejos muy estables.

El cianuro llamado libre es el que se encuentra como HCN o CN-,  y son estás especies las que están clasificadas como las más tóxicas debido a su elevado potencial de inhibición metabólica, por otra parte los complejos los metal–cianuro se consideran relativamente menos tóxicos. La toxicidad aguda de cada complejo metal-cianuro se relaciona con la facilidad con que el cianuro puede ser disociado a cianuro libre, por lo que comparativamente los complejos más débiles serán más peligrosos (tóxicos) que complejos más fuertes .

## Métodos analíticos para determinación de cianuros

### Determinación de cianuro total por destilación y colorimetría
El método se basa en la destilación ácida a reflujo de la muestra a fin de provocar la volatilización de todas las formas de cianuro presentes en ella, como cianuro de hidrógeno (HCN), para luego condensarlas en una solución alcalina. La concentración de cianuro en esta solución se determina colorimétricamente por espectroscopia UV-VIS, mediante la conversión a CNCl por reacción con cloramina T a pH < 8. Después que la reacción se ha completado, el CNCl forma un compuesto de color rojo-azulado al adicionar ácido barbitúrico y piridina. El compuesto formado presenta una banda de absorción molecular entre 575 y 582 nm. El método colorimétrico es adecuado para concentraciones de cianuro hasta un límite inferior de 20 µg/l (20 ppb).

### Determinación de cianuro por potenciometría directa con electrodo selectivo
La determinación de cianuros por potenciometría directa con electrodo selectivo de cianuro la cual consiste en medir la concentración del ion cianuro libre con un electrodo de selectivo a [CN-] a una fuerza iónica constante, para lo cual se traza una curva de calibración y se obtiene una ecuación de regresión al aplicar el Método de Mínimos Cuadrados. Finalmente la concentración de una muestra desconocida se determina por interpolación, utilizando la ecuación determinada .

### Destilación de cianuro total
La determinación de cianuro total ([CN-]total) en muestras líquidas, semilíquidas y sólidas constituye un problema para los laboratorios ambientales, ya que el método involucra la destilación en medio ácido de cianuro de hidrógeno gaseoso , el cual debe ser colectado en una disolución de hidróxido de sodio muy concentrada para imponer un pH de al menos 11 (debido a que el par ácido-base HCN/CN- tiene un valor de pKa de 9.3).
El proceso de extracción implica la destrucción de los complejos metal-cianuro,  la adición de MgCl2 y H2SO4 para formar HCN el cual se recoge en sosa muy concentrada de acuerdo a las siguientes reacciones:
Reacción 1. Destrucción de los complejos metal-cianuro M(CN)
{\displaystyle M(CN)_{x}^{n-x}+MgCl_{2}\longleftrightarrow MgCl_{n}+Mg(CN)_{2}}
Reacción 2. Formación del HCN(gas) por adición de H2SO4
{\displaystyle Mg(CN)_{2}+H_{2}SO_{4}\longleftrightarrow 2HCN_{(gas)}+MgSO_{4}}
Reacción 3. Formación NaCN
{\displaystyle HCN_{(gas)}+NaOH\longleftrightarrow NaCN+H_{2}O}

## Precauciones

### Identificación de peligros
- Peligros para las personas: Muy tóxico por inhalación, en contacto con la piel y por ingestión. Causa quemaduras en la piel y ojos.
- Peligros para el medio ambiente: En contacto con ácidos libera cianuro de hidrógeno, gas muy tóxico.

### Primeros auxilios
- Inhalación: Si se producen síntomas por inhalación, trasladar a la víctima a un lugar ventilado. Mantener en reposo y abrigado. No hacer respiración boca a boca. Aplicar respiración artificial en caso de insuficiencia respiratoria. Requerir asistencia médica. Si no se produce recuperación administrar cápsulas de nitrito de amilo.
- Contacto con la piel: Quitar las ropas contaminadas. Lavar con agua abundante el área afectada. Requerir asistencia médica en caso de irritación persistente.
- Contacto con los ojos: Lavar con abundante agua durante 15 minutos, manteniendo los párpados abiertos. Acudir inmediatamente al oftalmólogo.
- Ingestión: Tratar al paciente como en el caso de inhalación, no provocar vómito y evitar ingerir alimentos.

### Medidas de lucha contra incendios
- Medios de extinción adecuados: Polvo químico seco.
- Equipo de protección especial para lucha contra incendios: Utilizar equipo habitual de lucha contra incendios de tipo químico. Llevar equipo de respiración autónoma.